# Jerzkowice
Jerzkowice (deutsch Jerskewitz, kaschubisch Jerzkòjce) ist ein Dorf in der polnischen Woiwodschaft Pommern. Es gehört zur Gemeinde Czarna Dąbrówka (Gemeinde Schwarz Damerkow) im Powiat Bytowski (Bütower Kreis).

## Geographische Lage
Das Kirchdorf liegt in Hinterpommern, etwa 39 Kilometer südöstlich der Stadt Stolp und 26 Kilometer südsüdwestlich der Stadt Lauenburg i. Pom. in einer Hügellandschaft am Jassener See, der hier ehemals zwischen dem Landkreis Stolp und dem Landkreis Bütow die Grenze bildete. Westlich des Ortes erhebt sich der 181 Meter hohe Pietschker Berg.

## Geschichte

Jerskewitz. südöstlich von Stolp (linke Bildhälfte) und südsüdwestlich von Lauenburg in Pommern, auf einer Landkarte von 1910

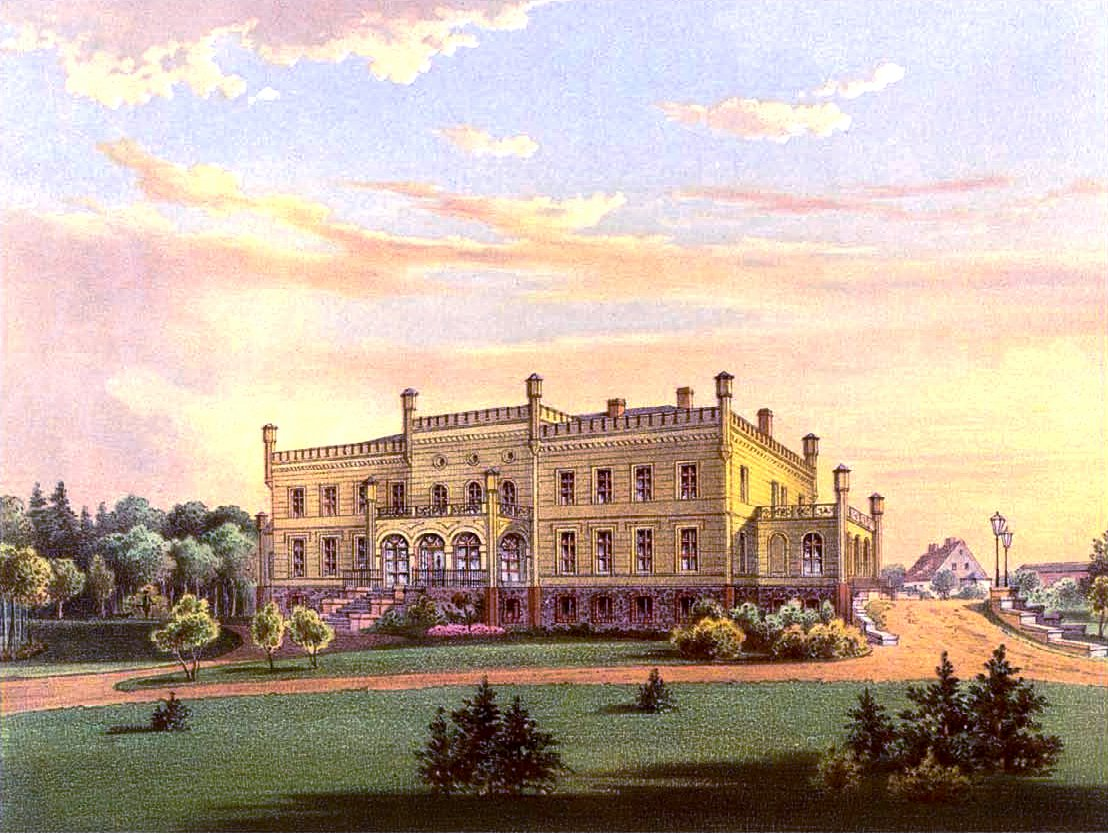
Schloss Jerskewitz um 1860, Sammlung Alexander Duncker

Der historischen Dorfform nach war Jerskewitz ein kleines Gassendorf.
Es war einst in die Güter Jerskewitz A, B, C und D untergliedert. Jerskewitz A, C und D waren alte Puttkamersche Lehen, Jerskewitz B war ein altes Zitzewitzsches Lehen.
1702 verkaufte Christoph Gebhard von Hoym Jerskewitz A an Hans von Puttkammer, das später an seinen Sohn Nicolaus Heinrich von Puttkammer überging. Nach dessen Tod erwarb 1761 der Hauptmann Michael Stanislaus von Zeromski (ein Enkel des Hans von Puttkammer) die Gut Jerskewitz A. Weitere Güter kamen in den Besitz der Zeromskis: 1775 Jerskewitz D von Johann Wilhelm von Puttkammer und 1780 Jerskewitz C von Leutnant August Christian Ludwig von Puttkamer.
1740 verkaufte der Hauptmann Joachim Friedrich von Zitzewitz Jerskewitz B an Franz Georg von Puttkammer, das 1766 an seinen Sohn, Leutnant Otto Wilhelm von Puttkammer und 1775 an dessen Bruder, Leutnant Johann Christian Ernst von Puttkammer überging.
Um 1782 gab es in Jerskewitz zwei Vorwerke, neun Bauern, zwei Kossäten, einen Schulmeister und die Kolonie Neu-Zeromin bei insgesamt 29 Feuerstellen.
Das Gutsareal Jerskewitz blieb über drei weitere Generationen im Besitz der Familie von Zeromski:
1. Hauptmann Casimir von Zeromski[6]
2. Julius Caesar Gerhard von Zeromski
3. Carl Heinrich von Zeromski (* 1836; † 1878).

Letzterer trat 1862 die Erbfolge für das Gutsareal Jerskewitz und Zeromin an, das damals einen Wert von 46.285 Talern hatte. 1867 ließ er das Schloss wieder in seinem ursprünglichen Zustand aufbauen (siehe Bild).

Schloss Jerskewitz in der zweiten Hälfte des 19. Jahrhunderts

Die nachfolgenden Besitzer von Jerskewitz waren von Gostkowski in Stolp (1884), Rittmeister von Natzmer (1893), Landrat a. D. Carl Oldwig von Natzmer (1924) und Leo von Zelewski (1938).
Der 1560 Hektar große, aus den drei Rittergütern Jerskewitz, Charlottenhof und Zeromin bestehende Güterkomplex, hatte 800 Hektar Ackerland und 650 Hektar Wald.
Am 1. April 1927 hatte das Gut Jerskewitz eine Flächengröße von 801 Hektar, und am 16. Juni 1925 hatte der Gutsbezirk 288 Einwohner. Am 30. September 1928 wurde der Gutsbezirk Jerskewitz in die Landgemeinde Jerskewitz eingegliedert.
In Jerskewitz lebten im Jahre 1910 insgesamt 328 Einwohner. Ihre Zahl stieg bis 1933 auf 355 und betrug 1939 noch 319 (69 Haushaltungen).

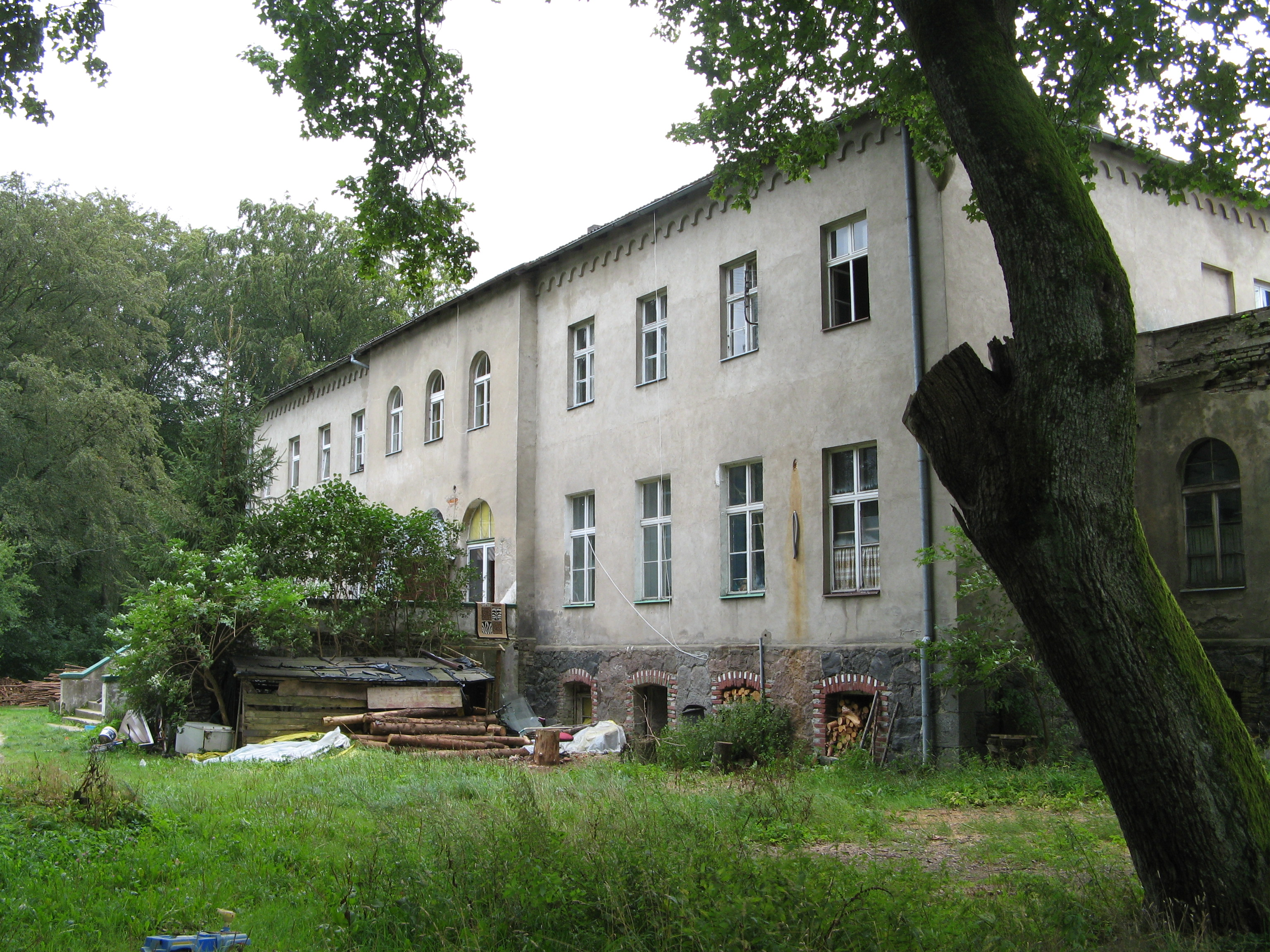
Ehemaliges Schloss Jerskewitz (2011)

Zur Gemeinde Jerskewitz gehörten vier Ortsteile:
- Bahnhof Jerskewitz
- Charlottenhof
- Jerskewitz
- Zeromin

Um 1935 gab es Jerskewitz unter anderem einen Gasthof, einen Gemischtwarenladen, eine Schmiede und eine Stellmacherei. Die Fläche der Gemeinde Jerskewitz betrug 1939 insgesamt 1603 Hektar.
Bis 1945 bildete Jerskewitz eine Landgemeinde im Landkreis Stolp im Regierungsbezirk Köslin der preußischen Provinz Pommern des Deutschen Reichs. Sie war in den Amts- und Standesamtsbezirk Schwarz Damerkow sowie in den Amtsgerichtsbereich Bütow  eingegliedert.
Gegen Ende des  Zweiten Weltkriegs wurde Jerskewitz im März 1945 auf Anordnung der kämpfenden deutschen Truppe geräumt. Der Treck der Dorfbewohner zog über Groß Rakitt und Lauenburg in Pommern  und löste sich östlich von Neustadt in Westpreußen auf. Ein Teil konnte über Gotenhafen  fliehen, die anderen kehrten in ihr Heimatdorf zurück, das am 8. März 1945 von der Roten Armee besetzt worden war. Bald darauf wurde Jerskewitz zusammen mit ganz Hinterpommern von der Sowjetunion der Volksrepublik Polen zur Verwaltung überlassen. Danach kamen Polen in das Dorf und drängten die einheimischen Dorfbewohner aus ihren Häusern und Wohnungen. Jerskewitz  wurde unter der polonisierten Ortsbezeichnung ‚Jerzkowice‘ verwaltet. Die einheimischen Dorfbewohner wurden in der Folgezeit von der polnischen Administration aus Jerskewitz vertrieben, zuletzt noch am 9. November 1946 und am 3. Juli 1947.
Später wurden in der BRD 144 und in der DDR 79 aus Jerskewitz vertriebene Dorfbewohner ermittelt.
Hier leben heute etwa 300 Einwohner. Das Dorf ist Sitz eines Schulzenamtes in der Gmina Czarna Dąbrówka im Powiat Bytowski in der Woiwodschaft Pommern (1975 bis 1998 Woiwodschaft Słupsk). Das ehemalige Schloss ist heute in einem sehr baufälligen Zustand; es wird von acht polnischen Familien bewohnt.

## Kirche

### Kirchspiel bis 1945
Bis 1945 war die Bevölkerung von Jerskewitz fast ausnahmslos evangelischer Konfession. Das Dorf war in das Kirchspiel Groß Nossin  im Kirchenkreis Bütow in der Kirchenprovinz Pommern der Kirche der Altpreußischen Union eingepfarrt. Letzter deutscher Geistlicher war Pfarrer Winfried Behling.

### Polnisches Kirchspiel seit 1945
Die seit 1945 und Vertreibung der einheimischen Dorfbewohner anwesende polnische Einwohnerschaft ist überwiegend katholisch. Das Dorf ist Teil der polnischen Pfarrei Czarna Dąbrówka (Schwarz Damerkow) und gehört zum Dekanat Łupawa (Lupow) im Bistum Pelplin der Römisch-katholischen Kirche in Polen.
Evangelische Polen sind in das Kirchspiel der Kreuzkirchengemeinde in Stolp in der Diözese Pommern-Großpolen der Evangelisch-Augsburgischen Kirche in Polen eingegliedert.

## Schule
Bereits um 1784 wird in Jerskewitz ein Schulmeister genannt. Im Jahre 1932 war die Volksschule hier einstufig. Ein Lehrer unterrichtete 58 Schulkinder.

## Verkehr
Durch Jerzkowice verläuft eine Nebenstraße, die Czarna Dąbrówka (Schwarz Damerkow) an den Woiwodschaftsstraßen 211 und 212 (hier Teilstück der ehemaligen Reichsstraße 158) mit Pomysk Mały (Klein Pomeiske) an der Woiwodschaftsstraße 228 nahe der Kreisstadt Bytów (Bütow) verbindet.
Eine Bahnanbindung besteht heute nicht mehr. Bis 1945 war Jerskewitz selber Bahnstation an der dann stillgelegten und teilweise demontierten Bahnstrecke Lauenburg–Bütow (Lębork–Bytów).